# Kermia albifuniculata
Kermia albifuniculata é uma espécie de gastrópode do gênero Kermia, pertencente a família Raphitomidae.